# Синявка (Звягельський район)
Синя́вка — село в Україні, в Звягельському районі Житомирської області. Населення становить 17 осіб (2001).

## Історія
До 1939 року німецька колонія Барашівської волості Житомирського повіту Волинської губернії. Відстань від повітового міста 61 верста, від волості 17. Дворів 18, мешканців 95.
За повідомлення місцевих ЗМІ, у 2015 році помер останній мешканець села. Відтак у 2016 році у селі вже не проживало жодного мешканця.